# 인위와 과위
인위(因位)와 과위(果位)는 불교의 수행과 수행에 의해 증득되는 결과 또는 도달하는 경지에 관련된 용어이다. 둘 다를 합쳐서 인과위(因果位)라고도 한다.
과위(果位)부터 먼저 설명하면, 과위(果位)는 수행에 의해 증득된 결과로서의 불위(佛位) 즉 부처의 지위 · 경지 또는 계위를 말한다. 과지(果地)라고도 한다. 지(地)와 위(位)는 모두 수행상의 지위 또는 경지 즉 수행 계위를 뜻한다. '부처라는 결과'라는 뜻에서 불과(佛果)라고도 하며, '부처 또는 여래의 계위 또는 지위'라는 뜻에서 불지(佛地) 또는 여래지(如來地)라고도 하며, '불과의 계위 또는 지위'라는 뜻에서 불과위(佛果位)라고도 하며, '불과로서 가지는 깨달음'이라는 뜻에서 불과보리(佛果菩提)라고도 하며, 부처의 지혜라는 뜻에서 불지(佛智, 산스크리트어: buddha-jñāna, 팔리어: buddha-ñāna)라고도 한다. '부처의 상태를 이루었다 또는 부처의 상태에 도달했다'는 뜻의 성불(成佛, 산스크리트어: buddho bhavati)과도 같은 뜻이다. 수행을 원인으로 하여 묘각과(妙覺果) 즉 묘각이라는 결과 즉 깨달음이라는 결과가 지극히 완전하게 이루어졌다는 뜻에서 과극(果極)이라고도 한다. 또한, 과극은 여래10호(如來十號) 가운데 특히 선서(善逝)라는 호칭이 가진 의미를 드러내는 전통적인 용어이다.
인위(因位)는 부처의 상태 · 경지 또는 계위에 이르기 위해 수행하고 있는 과정 또는 단계를 말한다. 간단히 말하면, 수행 기간을 말한다.
한편, 인위(因位) 또는 인지(因地)는 일반적인 의미로는 위의 설명과 같이 불과(佛果) 즉 부처의 상태에 상대하여 쓰이는 낱말로서 불과에 이르기까지의 수행 기간을 말하지만, 다른 한편으로는 초지보살(初地菩薩) 이상의 계위에 상대하여 쓰이는 지전보살(地前菩薩)의 계위를 가리키는 낱말로 쓰이기도 한다. 즉, 10지(十地) 이전의 단계인 10주(十住) · 10행(十行) · 10회향(十迴向)의 세 현인(賢人) 즉 3현(三賢) 또는 3현위(三賢位)를 가리키는 낱말로 쓰이기도 한다. 이런 의미에서 지전보살 즉 3현위를 지전3현(地前三賢)이라고도 한다.

## 같이 보기
- 여래10호
- 3계 9지
- 부파불교의 수행계위
  - 3도: 견도 · 수도 · 무학도
  - 5위: 자량위 · 가행위 · 견도위 · 수도위 · 무학위
  - 9지
- 대승불교의 수행계위
  - 인위와 과위
  - 뢰야3위
  - 5위: 자량위 · 가행위 · 통달위 · 수습위 · 구경위
  - 10지

## 참고 문헌
- 곽철환 (2003). 《시공 불교사전》. 시공사 / 네이버 지식백과. |title=에 외부 링크가 있음 (도움말)
- 운허.  동국역경원 편집, 편집. 《불교 사전》. |title=에 외부 링크가 있음 (도움말)
- 호법 등 지음, 현장 한역, 김묘주 번역 (K.614, T.1585). 《성유식론》. 한글대장경 검색시스템 - 전자불전연구소 / 동국역경원. K.614(17-510), T.1585(31-1). |title=에 외부 링크가 있음 (도움말)
- (중국어) 佛門網. 《佛學辭典(불학사전)》. |title=에 외부 링크가 있음 (도움말)
- (중국어) 星雲. 《佛光大辭典(불광대사전)》 3판. |title=에 외부 링크가 있음 (도움말)
- (중국어) 혜원 찬 (T.1851). 《대승의장(大乘義章)》. 대정신수대장경. T44, No. 1851, CBETA. |title=에 외부 링크가 있음 (도움말)
- (중국어) 호법 등 지음, 현장 한역 (T.1585). 《성유식론(成唯識論)》. 대정신수대장경. T31, No. 1585, CBETA. |title=에 외부 링크가 있음 (도움말)